# KNVB-Pokal 2019/20
Der KNVB-Pokal 2019/20 war die 102. Auflage des niederländischen Fußball-Pokalwettbewerbs. Inklusive der zwei Vorrunden nahmen 106 Mannschaften an den 105 Partien des Wettbewerbs teil; im Hauptwettbewerb wurden noch zwischen 60 Mannschaften 59 Partien ausgetragen. Zum Teilnehmerfeld gehörten die 34 Vereine der beiden Profiligen (ohne die vier dort spielenden Reserveteams) und 72 Amateurmannschaften aus den Ligaebenen 3 bis 9.
Die 1. Vorrunde begann am 17. August 2019, die Hauptrunde startete am 19. Oktober 2019. Das Finale sollte am 19. April 2020 im Stadion De Kuip in Rotterdam ausgetragen werden, um den Pokalsieger, der an der Gruppenphase der UEFA Europa League 2020/21 hätte teilnehmen sollen, zu ermitteln. Aufgrund eines Regierungsbeschlusses, die Spielzeit 2019/20 in den Niederlanden aufgrund der globalen COVID-19-Pandemie vorzeitig zu beenden, wurde kein Sieger ermittelt.
Titelverteidiger war Ajax Amsterdam.

## Teilnehmende Teams
| Eredivisie (18) (Level 1) | Eredivisie (18) (Level 1) | Eerste Divisie (16) (Level 2) | Eerste Divisie (16) (Level 2)                                                                                                   |
| --- | --- | --- | --- |
| - Ajax Amsterdam - ADO Den Haag - AZ Alkmaar - FC Emmen - Feyenoord Rotterdam - FC Groningen - SC Heerenveen - Heracles Almelo - PSV Eindhoven | - Fortuna Sittard - FC Utrecht - Vitesse Arnheim - VVV-Venlo - Willem II Tilburg - PEC Zwolle - Sparta Rotterdam ▲ - FC Twente Enschede ▲ - RKC Waalwijk ▲ | - BV De Graafschap ▼ - Excelsior Rotterdam ▼ - NAC Breda ▼ - Almere City - SC Cambuur - FC Den Bosch - FC Dordrecht - FC Eindhoven | - Go Ahead Eagles - Helmond Sport - MVV Maastricht - NEC Nijmegen - Roda JC Kerkrade - TOP Oss - SC Telstar 1963 - FC Volendam  |
| Tweede Divisie (16) (Level 3) | | | |
| - AFC Amsterdam - ASWH - SV De Treffers - Excelsior Maassluis                                                                                  | - GVVV - HHC Hardenberg - VV IJsselmeervogels - VV Katwijk                                                                                                 | - Koninklijke HFC - Kozakken Boys - VV Noordwijk - K.v.v. Quick Boys                                                               | - Rijnsburgse Boys - SVV Scheveningen - SV Spakenburg - SV TEC                                                                  |
| Derde Divisie (32) (Level 4) | | | |
| - ADO '20 Heemskerk - Ajax Amsterdam Amateure - BVV Barendrecht - Blauw Geel '38 - RKVV DEM Beverwijk - VV Dongen - VV DOVO - DVS '33 Ermelo   | - EVV Echt - Excelsior ’31 Rijssen - VV Gemert - VV GOES - RKSV Groene Ster - Harkemase Boys - HSV Hoek - USV Hercules                                     | - HSC ’21 Haaksbergen - VV Hoogland - FC Lienden - FC Lisse - ODIN '59 - OFC Oostzaan - SV OSS '20 - Quick Den Haag                | - VV Sint Bavo - ONS Sneek - VV Sparta Nijkerk - VV SteDoCo - Ter Leede Sassenheim - VVOG Harderwijk - VV UNA - RKVV Westlandia |
| Hoofdklasse (10) (Level 5) | | | |
| - Achilles Veen - Alphense Racing Club - CVV De Jordan Boys                                                                                    | - SDO Bussum - VV DUNO Doorwerth - VV Flevo Boys | - FC 's-Gravenzandse - RKSV Minor Nuth                                                                                             | - FC Rijnvogels - Sportclub Silvolde                                                                                            |
| Eerste Klasse (11) (Level 6) | Eerste Klasse (11) (Level 6) | Eerste Klasse (11) (Level 6) | Tweede Klasse (3) (Level 7) |
| - Drachtster Boys - Fortuna Wormerveer - RKSV Heeze - HSV De Zuidvogels                                                                        | - SV Huizen - VV Kloetinge - ROHDA Raalte - VV Sliedrecht                                                                                                  | - SV TOP Oss - VV Winsum - RKSV Wittenhorst                                                                                        | - RKSV Mierlo-Hout - VEV ʼ67 Leek - Vroomshoopse Boys                                                                           |

## Termine
| Runde         | Termine                  |
| ------------- | ------------------------ |
| 1. Vorrunde   | 17. – 28. August 2019    |
| 2. Vorrunde   | 24. – 25. September 2019 |
| 1. Runde      | 19. – 31. Oktober 2019   |
| 2. Runde      | 17. – 19. Dezember 2019  |
| Achtelfinale  | 21. – 23. Januar 2020    |
| Viertelfinale | 12. – 13. Februar 2020   |
| Halbfinale    | 4. – 5. März 2020        |
| Finale        | 19. April 2020           |

## 1. Vorrunde
In der 1. Vorrunde spielten die 24 Halbfinalisten des Bezirkspokals und 32 Mannschaften der Derde Divisie.
| Datum      |                           | Ergebnis                         |                             |
| ---------- | ------------------------- | -------------------------------- | --------------------------- |
| 17.08.2019 | VV Hoogland (4)           | 1:3 (1:1)                        | CVV De Jordan Boys (5)      |
| 17.08.2019 | VV DOVO (4)               | 2:4 (1:3)                        | OFC Oostzaan (4)            |
| 17.08.2019 | Ter Leede Sassenheim (4)  | 1:4 (1:2)                        | Fortuna Wormerveer (6)      |
| 17.08.2019 | SV Huizen (6)             | 2:3 (0:3)                        | VV GOES (4)                 |
| 17.08.2019 | ODIN '59 (4)              | 3:1 (2:1)                        | VV Gemert (4)               |
| 17.08.2019 | Achilles Veen (5)         | 6:0 (4:0)                        | USV Hercules (4)            |
| 18.08.2019 | DVS '33 Ermelo (4)        | 1:1 n. V. (1:1, 0:0) (2:3 i. E.) | Quick Den Haag (4)          |
| 17.08.2019 | VVOG Harderwijk (4)       | 3:0 (1:0)                        | RKSV Mierlo-Hout (5)        |
| 17.08.2019 | Vroomshoopse Boys (7)     | 0:4 (0:1)                        | EVV Echt (4)                |
| 17.08.2019 | BVV Barendrecht (4)       | 6:0 (2:0)                        | RKSV Wittenhorst (6)        |
| 17.08.2019 | VV Sint Bavo (4)          | 2:4 (1:1)                        | Harkemase Boys (4)          |
| 17.08.2019 | FC Rijnvogels (5)         | 0:4 (0:1)                        | SV OSS '20 (4)              |
| 17.08.2019 | FC 's-Gravenzandse (5)    | 2:0 (1:0)                        | RKSV Heeze (6)              |
| 17.08.2019 | FC Lisse (4)              | 1:2 (1:0)                        | Ajax Amsterdam Amateure (4) |
| 17.08.2019 | VEV ʼ67 Leek (7)          | 0:3 (0:0)                        | Sportclub Silvolde (6)      |
| 17.08.2019 | VV Sparta Nijkerk (4)     | 3:2 (0:1)                        | VV UNA (4)                  |
| 17.08.2019 | Excelsior ’31 Rijssen (4) | 2:1 (1:0)                        | RKVV DEM Beverwijk (4)      |
| 17.08.2019 | SDO Bussum (5)            | 1:0 (1:0)                        | Alphense Racing Club (5)    |
| 17.08.2019 | ROHDA Raalte (6)          | 1:2 (1:1)                        | VV DUNO Doorwerth (5)       |
| 17.08.2019 | RKVV Westlandia (4)       | 2:0 (0:0)                        | HSV De Zuidvogels (6)       |
| 17.08.2019 | Drachtster Boys (6)       | 0:4 n. V.                        | VV Dongen (4)               |
| 17.08.2019 | VV Kloetinge (6)          | 1:0 (0:0)                        | FC Lienden (4)              |
| 17.08.2019 | HSC ’21 Haaksbergen (4)   | 2:4 (1:3)                        | VV SteDoCo (4)              |
| 17.08.2019 | RKSV Minor Nuth (7)       | 2:3 (1:1)                        | VV Flevo Boys (5)           |
| 17.08.2019 | RKSV Groene Ster (4)      | 5:0 (2:0)                        | VV Winsum (6)               |
| 17.08.2019 | SV TOP Oss (6)            | 2:6 (1:1)                        | HSV Hoek (4)                |
| 17.08.2019 | Blauw Geel '38 (4)        | 2:1 (0:1)                        | VV Sliedrecht (6)           |
| 28.08.2019 | ADO '20 Heemskerk (4)     | 3:0 (1:0)                        | ONS Sneek (4)               |

In Klammern das jeweilige Ligalevel.

## 2. Vorrunde
In der 2. Vorrunde trafen die 28 Gewinner der 1. Vorrunde und 12 Mannschaften der Tweede Divisie, von denen vier Teams ein Freilos bekamen (HSV Hoek, VV SteDoCo, VV Sparta Nijkerk und FC 's-Gravenzandse), aufeinander.
| Datum      |                        | Ergebnis                           |                             |
| ---------- | ---------------------- | ---------------------------------- | --------------------------- |
| 24.09.2019 | K.v.v. Quick Boys (3)  | 2:3 n. V. (2:2, 0:0)               | VV Katwijk (3)              |
| 24.09.2019 | Achilles Veen (5)      | 1:1 n. V. (1:1, 1:0) (12:11 i. E.) | VV Katwijk (3)              |
| 24.09.2019 | ASWH (3)               | 5:1 (1:1)                          | SV TEC (3)                  |
| 24.09.2019 | GVVV (3)               | 2:1 (1:0)                          | Kozakken Boys (3)           |
| 24.09.2019 | VV Noordwijk (3)       | 1:3 n. V. (1:1, 1:0)               | Rijnsburgse Boys (3)        |
| 24.09.2019 | ODIN '59 (3)           | 4:3 n. V. (3:3, 2:2)               | BVV Barendrecht (3)         |
| 24.09.2019 | SVV Scheveningen (3)   | 0:1 (0:0)                          | Harkemase Boys (4)          |
| 24.09.2019 | VVOG Harderwijk (4)    | 0:2 (0:1)                          | Ajax Amsterdam Amateure (4) |
| 25.09.2019 | ADO '20 Heemskerk (4)  | 0:2 (0:1)                          | Fortuna Wormerveer (6)      |
| 25.09.2019 | Blauw Geel '38 (4)     | 0:1 (0:1)                          | SV De Treffers (3)          |
| 25.09.2019 | VV Dongen (4)          | 1:2 (1:1)                          | Excelsior ’31 Rijssen (4)   |
| 25.09.2019 | VV DUNO Doorwerth (5)  | 2:3 (1:2)                          | Quick Den Haag (4)          |
| 25.09.2019 | EVV Echt (4)           | 0:0 n. V. (4:5 i. E.)              | VV Flevo Boys (5)           |
| 25.09.2019 | SV OSS '20 (4)         | 5:1 (1:0)                          | CVV De Jordan Boys (5)      |
| 25.09.2019 | RKSV Groene Ster (4)   | 2:0 (0:0)                          | VV Kloetinge (6)            |
| 25.09.2019 | Sportclub Silvolde (5) | 2:3 (1:0)                          | VV GOES (4)                 |
| 25.09.2019 | SV Spakenburg (3)      | 2:0 (0:0)                          | SDO Bussum (5)              |
| 25.09.2019 | RKVV Westlandia (4)    | 2:2 n. V. (2:2, 0:1) (3:4 i. E.)   | OFC Oostzaan (4)            |

In Klammern das jeweilige Ligalevel.

## 1. Runde
In dieser Runde stiegen 30 Profiklubs aus der Eredivisie und der Eerste Divisie ein; komplettiert wurde das Teilnehmerfeld durch die 22 Sieger der 2. Vorrunde (einschl. der vier Teams mit Freilos), sowie die vier Periodensieger der Tweede Divisie 2018/19 (AFC Amsterdam, Excelsior Maassluis, VV IJsselmeervogels und Koninklijke HFC), die bereits qualifiziert waren. Eredivisie-Mannschaften, die in einem europäischen Pokalwettbewerb antraten (Ajax Amsterdam, PSV Eindhoven, Feyenoord Rotterdam und AZ Alkmaar), waren von der Teilnahme an der 1. Runde freigestellt. Bei Partien gegen Profiteams hatten die Amateurmannschaften stets Heimrecht.
| Datum      |                             | Ergebnis                         |                        |
| ---------- | --------------------------- | -------------------------------- | ---------------------- |
| 19.10.2019 | Vitesse Arnheim (1)         | 2:0 (1:0)                        | BV De Graafschap (1)   |
| 29.10.2019 | VV GOES (4)                 | 0:5 (0:1)                        | SC Cambuur (2)         |
| 29.10.2019 | FC 's-Gravenzande (5)       | 1:3 (0:0)                        | VV SteDoCo (4)         |
| 29.10.2019 | VV Flevo Boys (5)           | 0:3 (0:2)                        | VV Katwijk (3)         |
| 29.10.2019 | GVVV (3)                    | 2:1 (0:0)                        | Helmond Sport (2)      |
| 29.10.2019 | FC Dordrecht (2)            | 3:1 (1:1)                        | MVV Maastricht (2)     |
| 29.10.2019 | VV IJsselmeervogels (3)     | 3:0 (1:0)                        | FC Den Bosch (2)       |
| 29.10.2019 | Koninklijke HFC (3)         | 1:2 (1:1)                        | SC Telstar 1963 (2)    |
| 29.10.2019 | HSV Hoek (4)                | 0:3 (0:0)                        | PEC Zwolle (1)         |
| 29.10.2019 | Almere City (2)             | 1:3 (1:2)                        | Go Ahead Eagles (2)    |
| 29.10.2019 | Achilles Veen (5)           | 0:2 (0:0)                        | Roda JC Kerkrade (2)   |
| 29.10.2019 | Excelsior Rotterdam (2)     | 4:2 n. V. (2:2, 0:1)             | NEC Nijmegen (2)       |
| 29.10.2019 | Rijnsburgse Boys (3)        | 0:4 (0:0)                        | FC Eindhoven (2)       |
| 29.10.2019 | SV OSS '20 (4)              | 1:2 (1:1)                        | TOP Oss (2)            |
| 29.10.2019 | NAC Breda (2)               | 3:2 (1:1)                        | FC Emmen (1)           |
| 30.10.2019 | Heracles Almelo (1)         | 4:3 (2:1)                        | RKC Waalwijk (1)       |
| 30.10.2019 | RKSV Groene Ster (4)        | 2:2 n. V. (2:2, 0:0) (4:2 i. E.) | VVV-Venlo (1)          |
| 30.10.2019 | Excelsior Maassluis (3)     | 0:3 (0:2)                        | SC Heerenveen (1)      |
| 30.10.2019 | Quick Den Haag (4)          | 0:4 (0:2)                        | Willem II Tilburg (1)  |
| 30.10.2019 | Sparta Nijkerk (4)          | 5:2 (2:2)                        | Fortuna Wormerveer (6) |
| 30.10.2019 | SV Spakenburg (3)           | 2:0 (0:0)                        | ASWH (3)               |
| 30.10.2019 | Ajax Amsterdam Amateure (4) | 2:2 n. V. (2:2, 1:1) (2:3 i. E.) | OFC Oostzaan (4)       |
| 30.10.2019 | AFC Amsterdam (3)           | 3:3 n. V. (3:3, 2:1) (2:4 i. E.) | ODIN '59 (4)           |
| 30.10.2019 | [Harkemase Boys (4)         | 1:2 (0:1)                        | FC Groningen (1)       |
| 30.10.2019 | SV De Treffers (3)          | 0:2 (0:2)                        | FC Twente Enschede (1) |
| 30.10.2019 | Sparta Rotterdam (1)        | 1:0 (1:0)                        | FC Volendam (2)        |
| 31.10.2019 | Excelsior ’31 Rijssen (4)   | 1:4 (0:2)                        | FC Utrecht (1)         |
| 31.10.2019 | Fortuna Sittard (1)         | 3:0 (0:0)                        | ADO Den Haag (1)       |

In Klammern das jeweilige Ligalevel.

## 2. Runde
In dieser Runde stiegen die Eredivisie-Mannschaften, die in einem europäischen Pokalwettbewerb antraten (Ajax Amsterdam, PSV Eindhoven, Feyenoord Rotterdam und AZ Alkmaar), ein.
| Datum      |                         | Ergebnis              |                         |
| ---------- | ----------------------- | --------------------- | ----------------------- |
| 17.12.2019 | FC Twente Enschede (1)  | 2:5 (1:2)             | Go Ahead Eagles (2)     |
| 17.12.2019 | Excelsior Rotterdam (2) | 0:2 (0:0)             | FC Eindhoven (2)        |
| 17.12.2019 | VV IJsselmeervogels (3) | 1:0 (1:0)             | VV SteDoCo (4)          |
| 17.12.2019 | VV Katwijk (3)          | 0:0 n. V. (3:4 i. E.) | TOP Oss (2)             |
| 17.12.2019 | SC Heerenveen (1)       | 2:0 (1:0)             | Roda JC Kerkrade (2)    |
| 17.12.2019 | Vitesse Arnheim (1)     | 4:0 (4:0)             | ODIN '59 (4)            |
| 17.12.2019 | Fortuna Sittard (1)     | 3:0 (2:0)             | PEC Zwolle (1)          |
| 18.12.2019 | Heracles Almelo (1)     | 3:0 (1:0)             | FC Dordrecht (2)        |
| 18.12.2019 | SC Telstar 1963 (2)     | 3:4 (1:2)             | Ajax Amsterdam (1)      |
| 18.12.2019 | OFC Oostzaan (4)        | 0:0 n. V. (4:5 i. E.) | SV Spakenburg (3)       |
| 18.12.2019 | AZ Alkmaar (1)          | 3:0 (0:0)             | RKSV Groene Ster (4)    |
| 18.12.2019 | Willem II Tilburg (1)   | 3:0 (3:0)             | Sparta Rotterdam (1)    |
| 18.12.2019 | GVVV (3)                | 1:2 n. V. (1:1, 0:1)  | PSV Eindhoven (1)       |
| 18.12.2019 | Sparta Nijkerk (4)      | 0:1 n. V.             | NAC Breda (2)           |
| 19.12.2019 | FC Groningen (1)        | 0:1 (0:0)             | FC Utrecht (1)          |
| 19.12.2019 | SC Cambuur (2)          | 1:2 (0:0)             | Feyenoord Rotterdam (1) |

In Klammern das jeweilige Ligalevel.

## Achtelfinale
Teilnehmer: Die 16 Gewinner der 2. Runde. Ab hier kamen Videoschiedsrichter zum Einsatz.
| Datum      |                         | Ergebnis                         |                         |
| ---------- | ----------------------- | -------------------------------- | ----------------------- |
| 21.01.2020 | TOP Oss (2)             | 0:2 (0:1)                        | AZ Alkmaar (1)          |
| 21.01.2020 | Fortuna Sittard (1)     | 1:2 n. V. (1:1, 0:1)             | Feyenoord Rotterdam (1) |
| 21.01.2020 | FC Eindhoven (2)        | 1:2 n. V. (1:1, 1:0)             | FC Utrecht (1)          |
| 21.01.2020 | Heracles Almelo (1)     | 0:2 (0:1)                        | Vitesse Arnheim (1)     |
| 21.01.2020 | Ajax Amsterdam (1)      | 7:0 (3:0)                        | SV Spakenburg (3)       |
| 21.01.2020 | SC Heerenveen (1)       | 2:2 n. V. (2:2, 0:1) 4:3 i. E.)  | Willem II Tilburg (1)   |
| 23.01.2020 | VV IJsselmeervogels (3) | 1:1 n. V. (1:1, 0:0) (6:7 i. E.) | Go Ahead Eagles (2)     |
| 23.01.2020 | NAC Breda (2)           | 2:0 (0:0)                        | PSV Eindhoven (1)       |

In Klammern das jeweilige Ligalevel.

## Viertelfinale
| Datum      |                     | Ergebnis  |                         |
| ---------- | ------------------- | --------- | ----------------------- |
| 12.02.2020 | AZ Alkmaar (1)      | 1:3 (0:1) | NAC Breda (2)           |
| 12.02.2020 | Vitesse Arnheim (1) | 0:3 (0:1) | Ajax Amsterdam (1)      |
| 13.02.2020 | Go Ahead Eagles (2) | 1:4 (0:2) | FC Utrecht (1)          |
| 13.02.2020 | SC Heerenveen (1)   | 0:1 (0:2) | Feyenoord Rotterdam (1) |

In Klammern das jeweilige Ligalevel.

## Halbfinale
| Datum      |                         | Ergebnis  |                    |
| ---------- | ----------------------- | --------- | ------------------ |
| 04.03.2020 | FC Utrecht (1)          | 2:0 (1:0) | Ajax Amsterdam (1) |
| 05.03.2020 | Feyenoord Rotterdam (1) | 7:1 (5:0) | NAC Breda (2)      |

In Klammern das jeweilige Ligalevel.

## Finale
Aufgrund eines Beschlusses der Landesregierung wurde das Finale aufgrund der Auswirkungen der globalen COVID-19-Pandemie nicht ausgetragen.
| FC Utrecht                                         | FC Utrecht                                                                                 | Feyenoord Rotterdam                                                                        | Feyenoord Rotterdam |
| -------------------------------------------------- | ------------------------------------------------------------------------------------------ | ------------------------------------------------------------------------------------------ | ------------------- |
| FC Utrecht                                         | \| 19. April 2020 um 18:00 Uhr in Rotterdam (De Kuip) \| \| Ergebnis: nicht ausgetragen \| | \| 19. April 2020 um 18:00 Uhr in Rotterdam (De Kuip) \| \| Ergebnis: nicht ausgetragen \| | Feyenoord Rotterdam |
| FC Utrecht                                         | Cheftrainer: John van den Brom                                                             | Cheftrainer: Dick Advocaat                                                                 | Feyenoord Rotterdam |
| 19. April 2020 um 18:00 Uhr in Rotterdam (De Kuip) |                                                                                            |                                                                                            |                     |
| Ergebnis: nicht ausgetragen                        |                                                                                            |                                                                                            |                     |